# John James
John James (n. 10 mai 1914; d. 27 ianuarie 2002) a fost un pilot englez de Formula 1 care a evoluat în Campionatul Mondial în sezonul 1951.